# Суповая акула (Galeorhinus)
Суповая акула или атлантическая суповая акула, или австралийская суповая акула, или калифорнийская суповая акула, или стайная акула, или галеус (Galeorhinus galeus ) — единственный вид хрящевых рыб рода суповых акул Galeorhinus  семейства куньих акул отряда кархаринообразных. Эта акула обитает по всему миру в умеренных водах на глубине до 550 м. Тело стройное, нос заострён. Окрас спины от голубоватого до тускло-серого. Рацион состоит в основном из костистых рыб, затем следуют головоногие, ракообразные и прочие беспозвоночные. Максимальный размер 2 м. В 2000 году Международный союз охраны природы (МСОП) присвоил этому виду статус сохранности «Уязвимый»
Размножается бесплацентарным живорождением. Самки приносят от 6 до 52 акулят. Опасности для человека не представляет. Мясо суповых акул очень ценится, особенно плавники. За последние 65—70 лет из-за перелова численность этих акул существенно снизилась.

## Таксономия
Впервые научное описание этого вида под названием  Squalus galeus  было дано Карлом Линнеем в 1758 году. Спустя год оно было заменено на Galeorhinus galeus. Название рода происходит от слов греч. γαλεός  — «акула» и греч. ῥινός — «нос». Голотип не назначен.

## Ареал
Суповые акулы обитают по всему миру в умеренных и субтропических водах от 68° с. ш. до 55° ю. ш. На южном побережье Австралии они встречаются от Перта, Западная Австралия, до Мортон Бэй, Квинсленд, включая остров Лорда Хау и Тасманию. Они распространены в юго-западной Атлантике (континентальный шельф у южных берегов Бразилии и Патагонии), в северо-восточной Атлантике, включая Средиземное море, в северо-восточной части Тихого океана (от Британской Колумбии до Нижней Калифорнии, включая Калифорнийский залив, а также у берегов Перу, Чили) и в южной части Тихого океана (побережье Новой Зеландии и Южной Африки). В водах субэкваториальной Африки эти акулы встречаются от Намибии до Ист-Лондона. В северо-западной части Атлантики и северо-западной части Тихого океана суповые акулы отсутствуют.
Эти акулы населяют континентальные и островные шельфы, включая мелкие бухты. Их можно встретить в литорали и на глубине до 1804 м. Они попадают в плавающие ярусы на глубоководье в открытом море. Суповые акулы совершают длительные миграции. В некоторых местах небольшие стаи этих акул летом перемещаются к полюсам, а в зимние холодные месяцы к экватору. Они способны проплывать до 56 км в день. Акулы, помеченные у берегов Великобритании, были в дальнейшем пойманы в водах Исландии (2461 км), у Канарских островов (2526 км) и на Азорах (1610 км). У побережья Австралии помеченные акулы совершали миграции вдоль континента на расстояние до 1260 км, некоторые рыбы переплывали Тасманово море между Австралией и Новой Зеландией.
По крайней мере, в некоторых местах обитания в стаях суповых акул существует сегрегация по размеру и полу. Перед Второй мировой войной в водах Калифорнии с севера на юг наблюдалось преобладание самцов над самками, а у берегов центральной Калифорнии их численность была приблизительно одинаковой. Исключение составлял залив Сан-Франциско и Tomales Bay, являющиеся природными питомниками суповых акул. Самые крупные самцы попадались в водах северной Калифорнии. Самцы предпочитали глубоководье, тогда как самки держались ближе к берегу.
В австралийских водах стаи также формируются по размеру и полу акул. У юго-восточного побережья Австралии средний размер акул увеличивается с востока на запад, а также на юге Тасмании, что говорит о преобладании в этих местах взрослых особей. У берегов Западной Австралии поздней весной беременные самки приплывают на мелководье в закрытые бухты и эстуарии, а после родов уходят от берега в места, богатые пищей. Молодые акулы покидают природные питомники поздним летом, однако, через год они возвращаются туда, где родились. Некоторые акулы могут заплывать в соседние бухты и эстуарии. Иногда молодь остаётся в питомнике на два года. Двухлетние акулы образуют стаи, которые мигрируют вдоль береговой линии. Поздним летом и зимой суповые акулы держатся в глубоких водах на краю континентального шельфа в Бассовом проливе или в тёплых водах Южной Австралии и Нового Южного Уэльса. Там же происходит спаривание. Примерно половина самок в таких стаях во время сезона размножения беременеет.
Популяция, обитающая в юго-западной Атлантике, совершает сезонные миграции, зимой перемещаясь к южным берегам Бразилии и Уругвая, где на краю континентального шельфа акулы совокупляются, а летом к побережью Аргентина, где расположены природные питомники.
У побережья Южной Африки в декабре-январе самки составляют до 90 % добытых суповых акул, причём в декабре большинство самок беременно. С апреля по сентябрь в сети попадают исключительно самцы. Некоторые особи попадают в сети на глубине свыше 400 м, хотя чаще всего суповые акулы встречаются на глубине 55—150 м. Считается, что самки суповых акул рожают в лагунах и эстуариях вдоль западного побережья Южной Африки.

## Описание
У суповых акул вытянутое, стройное тело, морда заострена, рот крупный, имеет форму арки, по углам расположены длинные губные борозды. Глаза большие, овальные, вытянуты по горизонтали, позади них находятся крошечные дыхальца. Зубы плоские, оснащены центральным остриём, задний край зазубрен. Ноздри окружены остаточными кожными складками. У кончика верхней лопасти хвостового плавника имеется большая вентральная выемка. Окрас от голубоватого до тускло-серого, брюхо белое. У молодых акул длиной до 61 см кончики спинных и хвостового плавников имеют чёрную маркировку, края грудных плавников окрашены в белый цвет.
Максимальный размер и вес существенно отличаются в зависимости от места обитания. Максимальную зафиксированную длину (2 м) имела самка, пойманная в Средиземном море, тогда как в юго-западной части Атлантики самая крупная пойманная акула не превышала в длину 1,48 м. Максимальный зафиксированный вес составляет 44,7 кг.

## Биология
Возраст и длина, при которой суповые акулы достигают половой зрелости, зависят от места обитания. В юго-западной Атлантике самцы становятся половозрелыми при длине 107—117 см, а самки 118—128 см. В других местах этот показатель колеблется от 120 до 135 см для самцов и от 134 до 140 см для самок. Возраст достижения половой зрелости равен 12—17 годам у самцов и 13—15 у самок.
Суповые акулы размножаются безплацентарным живорождением. Эмбрион получает питание исключительно за счёт желтка. Спаривание происходит весной. Беременность длится около года. Самки рожают на мелководье в эстуариях и бухтах. В помёте от 6 до 52 акулят, в среднем около 35. Длина новорожденных составляет 26—40 см. Самцы спариваются ежегодно. В Средиземном море самки приносят потомство каждый год, у берегов Австралии 1 раз в 2 года, у побережья Бразилии 1 раз в 3 года. Этот факт может объясняться сегрегацией стай по полу и совершением длительных миграций, в ходе которых акулам труднее найти партнера для спаривания.

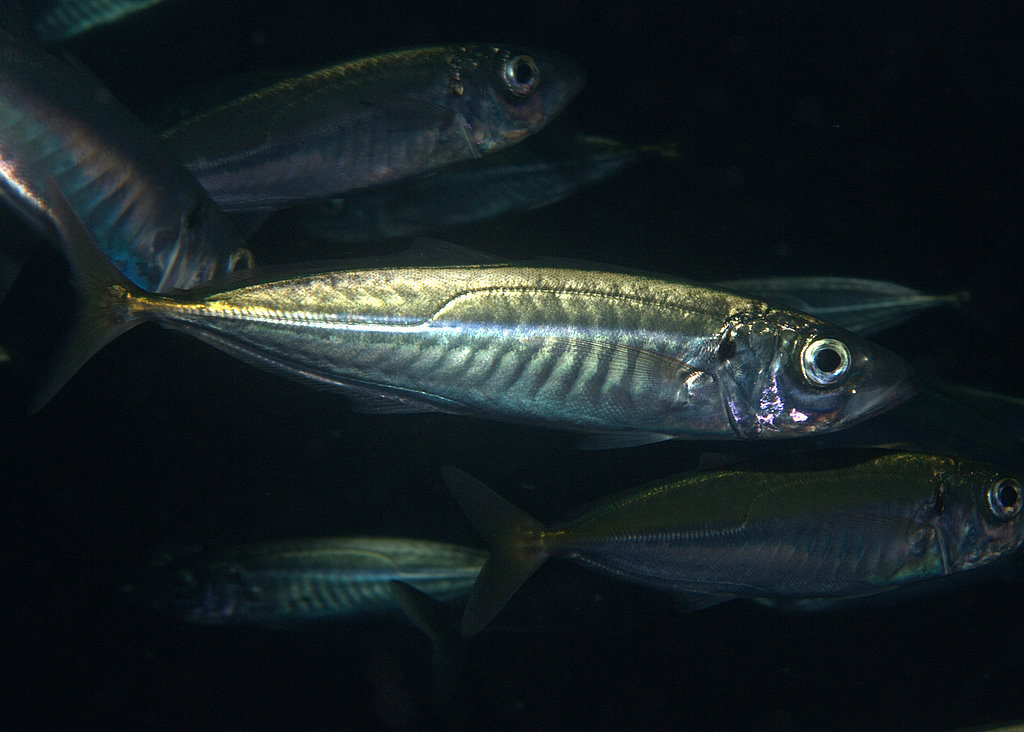
Скумбрия входит в рацион суповых акул.

Максимальная продолжительность жизни составляет 60 лет, хотя показатели могут быть различны в зависимости от места обитания и метода оценки. В Австралии помеченных акул вылавливали повторно спустя 40 лет.
Суповые акулы являются быстрыми и активными хищниками. Основу рациона составляют костистые рыбы, такие как сардины, сельди, лососи, анчоусы, корюшка, хек, треска, летучие рыбы, эсколары, скумбрии, небольшие тунцы, горбыли, барракуды, губаны, помацентровые, бычки, камбалы, палтусы, скорпены, угольные рыбы. Кроме того, суповые акулы охотятся на головоногих, чаще всего на кальмаров, моллюсков, ракообразных, кольчатых червей, иглокожих и реже на мелких акул и скатов. Молодые акулы поедают больше беспозвоночных по сравнению с взрослыми.

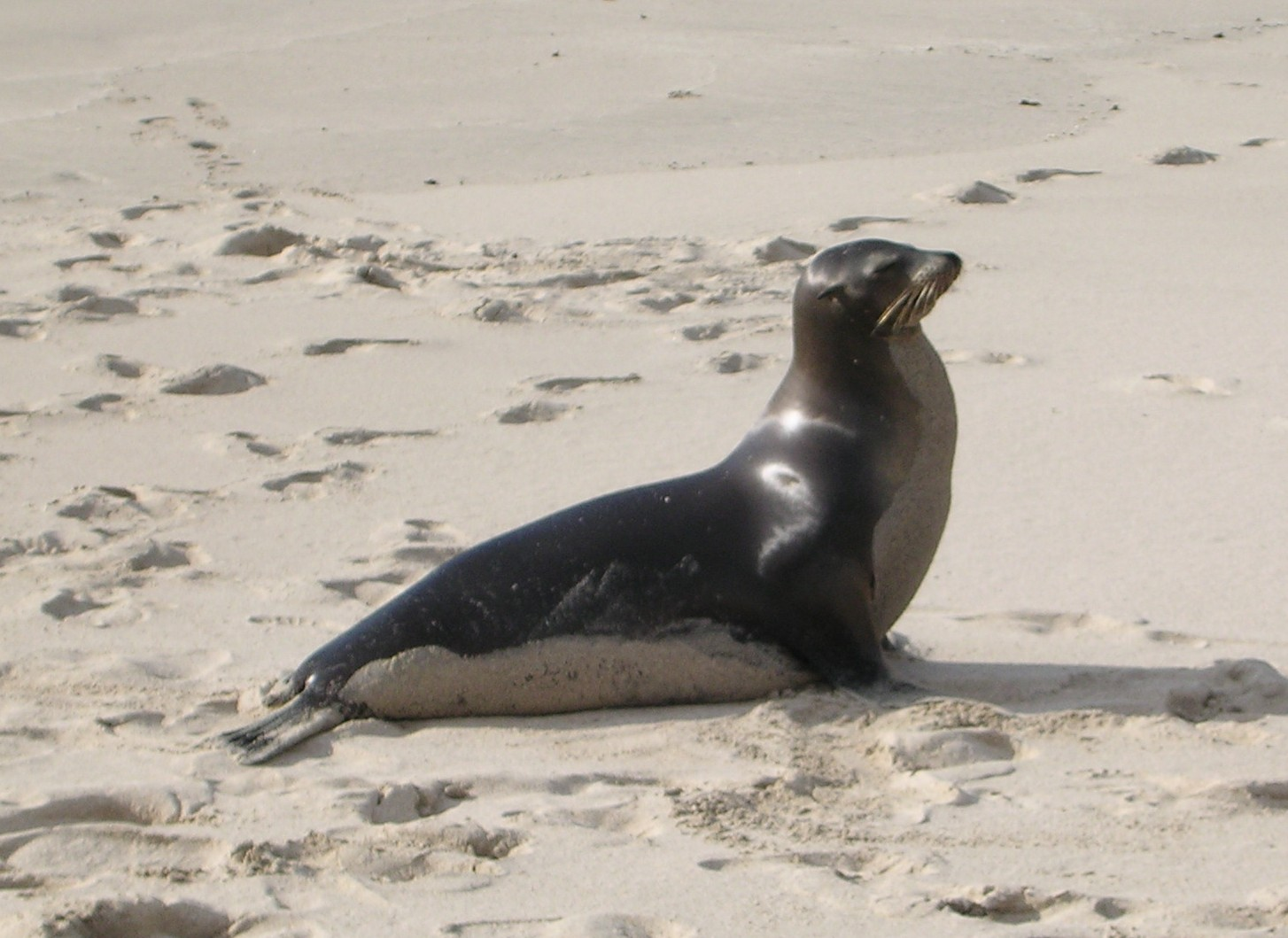
Калифорнийский морской лев представляет угрозу для суповых акул.

На суповых акул охотятся белые акулы, пепельные семижаберные акулы, а также некоторые морские млекопитающие, например, калифорнийский морской лев (Zalophus californianus).

## Взаимодействие с человеком
В целом из-за небольших размеров суповые акулы не представляют опасности для человека. Однако в международном списке, фиксирующем атаки акул зафиксирован один неспровоцированный инцидент, не имевший летального исхода, который связывают с этим видом.
Мясо этих акул очень ценится. Из плавников готовят суп, а из печени получают витамин А. В Австралии промышленная добыча суповых акул началась в 20-х годах XX века. Во время Второй мировой войны она увеличилась, поскольку на рынке существовал повышенный спрос на жир акульей печени. С 1947 по 1957 годы на рынок поступило 2000 тонн суповых акул. С началом использования жаберных сетей в 1964 году добыча продолжала расти, пик пришёлся на 1969 год и составил 3158 тонн. В 1972 на вылов крупных стай был введён запрет, поскольку в мясе акул была обнаружена высокая концентрация ртути. В последующее десятилетие количество пойманных акул сокращалось. После стабилизации уровня ртути и отмены запрета добыча вновь стала расти. В 1986 году улов составил 3060 тонн. С 1986 года количество пойманных акул неуклонно снижалось и к 2001 году составило 172 тонны. По оценкам общая биомасса взрослых акул на тот момент равнялась 20 % от биомассы, существовавшей до начала промышленной добычи.
С 1984 года в Австралии введено ограничение на использование жаберных сетей, в частности, на их длину и размер ячейки (15 см). Устанавливались моратории на добычу в течение 4—6 недель с октября по декабрь, чтобы сократить смертность среди беременных самок. Запрещался лов в природных питомниках.
У берегов Новой Зеландии суповых акул промышленным способом добывают с 1940-х годов. В 1950-х годах акул перестали ловить ради жира печени, зато стал развиваться рынок мяса, которое в основном шло на экспорт. Максимальный улов пришелся на 1984 год и составил 5 000 тонн.

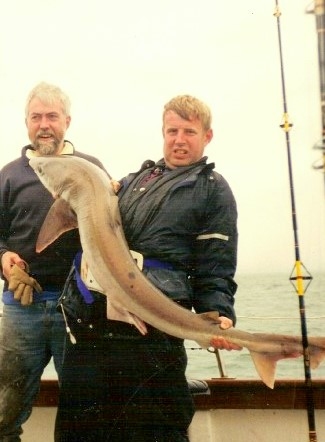
Рыболов, поймавший суповую акулу в водах Ирландии.

В юго-западной Атлантике в помёте суповых акул в среднем всего 7 детёнышей, акулы в этом районе достигают половой зрелости в 13 лет. Эти показатели делают их восприимчивыми к чрезмерному вылову. В Уругвае в 1940-х годах велась интенсивная добыча суповых акул ради жира печени. К 1997 году численность популяции сократилась на 85 %, при этом вылов продолжался без ограничений. В 1995 года суповые акулы исчезли из прибрежной зоны Уругвая. Многие природные питомники в Аргентине прекратили своё существование из-за интенсивной рыбной ловли. Несмотря на это в конце 1990-х годов большое количество кустарных рыболовных хозяйств получило разрешение на вылов, который никак не управляется (в настоящий момент в провинции Буэнос Айрес зарегистрировано свыше 700 таких хозяйств). В Аргентине введен запрет на добычу суповых акул в течение нескольких месяцев, когда беременные самки подходят к берегу.
В Южной Африке суповые акулы являются объектами кустарного и любительского лова. В 2003 году было выдано 23 разрешения на добычу суповых акул, не накладывающих ограничений ни на сезон, ни на размер рыбы. Отмечалось, что добыча суповых акул с берега достигла пика в 1994 году (48 тонн), минимум пришёлся на 1993 год (5,2 тонны). Пик добычи с моря пришёлся на 1992 год (249 тонн), а минимум на 1999 год (71 тонна). У берегов Южной Африки вылавливают много неполовозрелых самок, что может негативно сказываться на численности популяции. Вероятно, дальнейшее увеличение вылова может привести к сокращению биомассы до 40 % от момента начала добычи.
В северо-восточной Атлантике, где суповые акулы попадают в качестве прилова как в донные, так и в пелагические сети, в Ла Манше, на Западных Подступах и в Бискайском проливе, они имеют ограниченную коммерческую ценность. В течение 1990-х годов Франция добывала от 350 до 500 тонн суповых акул в год. Максимальный улов пришёлся на 1996 год и составил 600 тонн. Суповых акул также ловят в водах Португалии и на Азорах, где они попадают в сети в качестве прилова. В Англии суповые акулы ценятся в качестве объекта любительской рыбной ловли.
Хотя в Средиземном море не ведётся целевая добыча суповых акул, они регулярно попадают в сети в качестве прилова. На Балеарских островах их добывают с помощью небольших жаберных сетей. Сокращение численности пластиножаберных в Средиземном море вызвано началом интенсивного донного траления во второй половине XX века. Этот факт является причиной как чрезмерного вылова, так и ухудшения среды обитания.
В северо-восточной части Тихого океана у берегов Калифорнии интенсивный лов суповых акул начался в 1930-х годах, что было вызвано спросом на жир акульей печени. За последующие 8 лет численность популяции сильно сократилась. Синтезирование витамина А в 40-х годах вызвало на рынке коллапс, интерес стали представлять только крупные особи. С тех пор в этом регионе суповые акулы попадают в сети только в качестве прилова.
Международный союз охраны природы присвоил этому виду статус сохранности «Уязвимый». Гринпис занёс суповых акул в «Greenpeace International Seafood Red list».